# Richmond Transit Center
Richmond Transit Center is een station in de Amerikaanse plaats Richmond (Californië). Het station werd geopend op 29 januari 1973 als noordelijk eindpunt van de Richmond-Fremont Line van BART.

## Geschiedenis
Op 8 januari 1878 opende Northern Pacific, een dochterbedrijf van Southern Pacific, de eerste spoorlijn naar Richmond. De reizigersdienst begon rond 1900 toen Santa Fe bij de haven van Richmond een station opende als westelijk eindpunt van haar transcontinentale diensten waar reizigers de pont konden nemen naar het centrum van San Francisco. In 1910 had Southern Pacific twee stations in Richmond waaronder een station iets ten zuiden van de huidige locatie. In 1957 werd Richmond genoemd als een eindpunt van het voorgestelde metronet. Destijds was de locatie het kruispunt van Mac Donald Avenue en 6th Street. Na moeizame onderhandelingen tussen BART en de stad werd in 1967 de huidige locatie gekozen met het oog op mogelijke verlengingen en de bouw van een werkplaats. Ondertussen bouwden de particuliere maatschappijen hun reizigersdiensten af en in 1971 werden die ondergebracht in Amtrak.

## Het station
BART bouwde een eilandperron aan de oostkant van de spoorlijn waar de Nevin Avenue deze kruist, iets noordelijker dan het voormalige station van Southern Pacific. De BART-diensten begonnen op 29 januari 1973. In 1977 kwamen er lage perrons langs de spoorlijn zodat reizigers met Amtrak de mogelijkheid kregen om over te stappen voor hun reis, nu onderwater, van en naar het centrum van San Francisco. In 1984 bouwde Amtrak een gebouwtje met lift om het overstappen te veraangenamen. In 2001 volgde een echt eilandperron en werd besloten tot de bouw van het Transit Center. Het Transit Center omvat het BART-perron uit 1973, het eilandperron van Amtrak, een busstation, parkeerplaatsen en een nieuw stationsgebouw dat op 18 oktober 2007 werd geopend. 

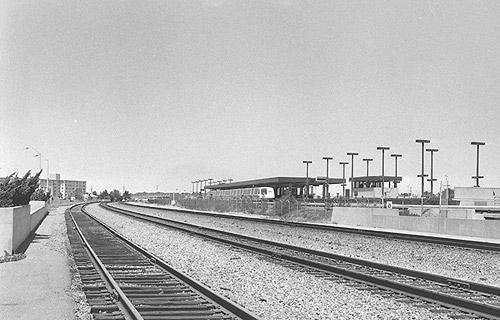
Het BART perron in 1976
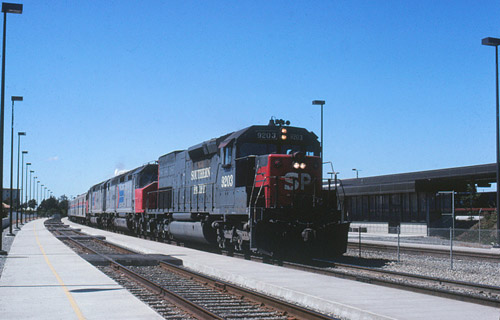
De San Francisco Zephyr langs de lage perrons in 1980
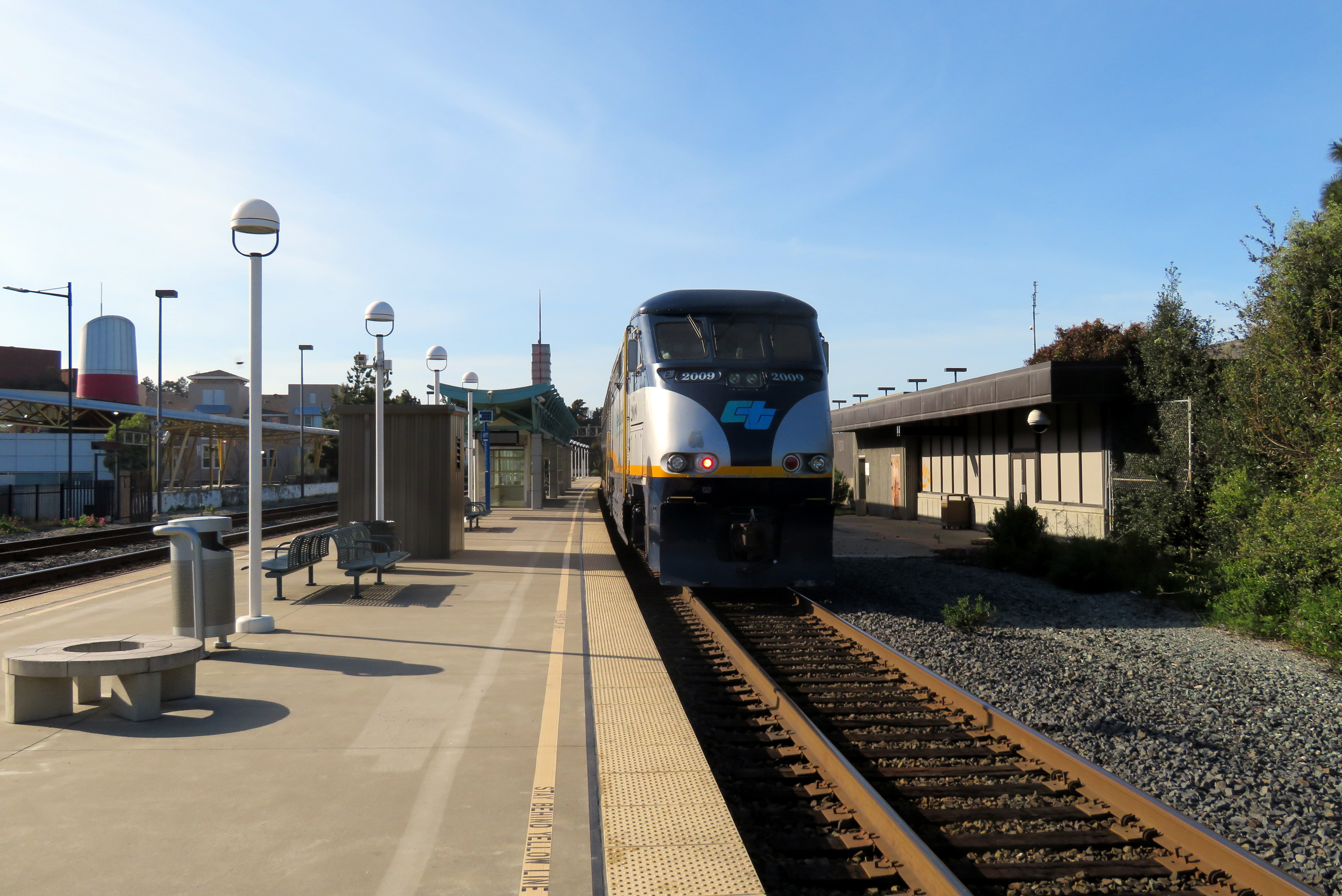
Een trein op de Capitol Corridor langs het Amtrak perron in 2018, rechts het gebouwtje uit 1984

## BART
BART bouwde tussen 1967 en 1972 behalve het eilandperron ook een werkplaats met opstelterrein ten noorden van het station. In 1973 begon de dienst op de Richmond-Fremont Line die van noord naar zuid op de oostelijke oever van de baai loopt. Op 19 april 1976 kwam hier de Richmond-Millbrae Line bij die een rechtstreekse verbinding met het centrum van San Francisco biedt. In 1991 werd een plan voorgelegd om de metro te verlengen tot Crockett maar dat is niet uitgevoerd. 